# Evelyn Amarteifio
Evelyn Mansa Amarteifio (1916-1997) foi uma organizadora feminina do Gana. Em 1953 estabeleceu a Federação Nacional de Mulheres da Costa do Ouro (NFGCW).

## Biografia
Evelyn Amarteifio nasceu no dia 22 de maio de 1916 em Accra. Os seus pais, duas das suas irmãs e algumas das suas tias estavam envolvidas em trabalho social e voluntário nas décadas de 1920 e 1930. Ela estudou na Accra Girls School e no Achimota College. Em 1937 tornou-se professora na Escola Primária Achimota e continuou a fazer trabalho voluntário.
No início de 1953 Amarteifio viajou para a Grã-Bretanha para estudar com a YWCA. No seu regresso a casa – com Annie Jiagge, Thyra Casely-Hayford, Amanua Korsah e outros – ela estabeleceu uma YWCA na Costa do Ouro. Ela também viajou para os Estados Unidos, onde aprendeu sobre a Federação Jamaicana de Mulheres. Evelyn usou isso como modelo para a Federação Nacional das Mulheres da Costa do Ouro, uma organização não-governamental nacional de mulheres. Após a independência, Amarteifio não conseguiu proteger a federação do desejo de Kwame Nkrumah de controlar as organizações de mulheres e, em 1960, a NFGCW foi dissolvida.
Amarteifio faleceu no dia 6 de julho de 1997.